# The Gaslight Anthem
The Gaslight Anthem ist eine US-amerikanische Rockband aus New Brunswick. Nach eigenen Angaben wurde die Band beeinflusst von Bruce Springsteen sowie von Punkrock-Bands wie den Bouncing Souls. Bei Allmusic werden The Gaslight Anthem mit Hot Water Music und Jawbreaker verglichen. Die Band benannte sich nach The Gaslight Cafe in New York, in dem u. a. Bob Dylan aufgetreten war.

## Bandgeschichte
The Gaslight Anthem wurde 2005 gegründet. Ihr erstes Album Sink or Swim erschien im Sommer 2007 auf dem Independentlabel XOXO Records. Im Mai 2008 folgte die EP Señor and the Queen. In Deutschland wurden beide Tonträger über Gunner Records veröffentlicht. Der Nachfolger The ’59 Sound wurde von Ted Hutt, einem Gründungsmitglied von Flogging Molly, produziert, von SideOneDummy veröffentlicht und erreichte Platz 70 in den amerikanischen Albumcharts. Auf diesem Album ist unter anderem Chris Wollard von Hot Water Music als Gastsänger zu hören. Im Juni 2008 schaffte es die Band auf das Cover der britischen Musikzeitschrift Kerrang, die den Slogan The Best New Band You’ll Hear In 2008! verwendete. Das Album The ’59 Sound wurde vom Magazin Visions auf den dritten Platz der 50 besten Platten des Jahres 2008 gewählt.
2010 traten The Gaslight Anthem bei der Tour zu ihrem dritten Studioalbum American Slang unter anderem beim Hurricane Festival, Southside Festival, Highfield-Festival und bei Area4 auf. Außerdem waren sie im Herbst 2010 auf Europatournee mit Support von Chuck Ragan und Sharks. 2011 traten sie unter anderem auf der Centerstage bei Rock am Ring und beim Vainstream Rockfest in Münster auf. Bei ihrer Tour 2012 anlässlich der Veröffentlichung der kommerziell äußerst erfolgreichen Platte Handwritten wurden sie in Deutschland von Blood Red Shoes und Dave Hause begleitet. Ihr fünftes Album Get Hurt wurde am 12. August 2014 veröffentlicht.
Am 29. Juli 2015 hat die Band via Facebook verkündet, nach der Europa-Tournee im August 2015 eine unbestimmte Pause einlegen und vorerst nicht mehr zusammen auftreten zu wollen. Die Bandmitglieder wollen sich für die weitere Zeit ihren Soloprojekten widmen.
Im Januar 2018 teilte TGA mit, im Rahmen des Governor’s Ball in New York vom 1. bis zum 3. Juni 2018 erstmals wieder gemeinsam auftreten zu wollen. Zum zehnjährigen Geburtstag des Albums The 59 Sound spielten the Gaslight Anthem eine kleine Tour mit nur zehn Konzerten, darunter zwei exklusiven Deutschlandkonzerten im Kölner Palladium. In einem Interview anlässlich seines Soloalbums Local Honey erklärte Brian Fallon im Frühjahr 2020, dass es die Band zwar weiterhin gebe, neue Musik aber nicht geplant sei.
Am 25. März 2022 kündigte die Band über die sozialen Medien an, dass an einem neuen Album gearbeitet wird und zeitnah neue Tourdaten angekündigt werden.

## Diskografie

### Studioalben
| Jahr | Titel Musiklabel             | Höchstplatzierung, Gesamtwochen, AuszeichnungChartplatzierungen (Jahr, Titel, Musiklabel, Platzierungen, Wochen, Auszeichnungen, Anmerkungen) | Höchstplatzierung, Gesamtwochen, AuszeichnungChartplatzierungen (Jahr, Titel, Musiklabel, Platzierungen, Wochen, Auszeichnungen, Anmerkungen) | Höchstplatzierung, Gesamtwochen, AuszeichnungChartplatzierungen (Jahr, Titel, Musiklabel, Platzierungen, Wochen, Auszeichnungen, Anmerkungen) | Höchstplatzierung, Gesamtwochen, AuszeichnungChartplatzierungen (Jahr, Titel, Musiklabel, Platzierungen, Wochen, Auszeichnungen, Anmerkungen) | Höchstplatzierung, Gesamtwochen, AuszeichnungChartplatzierungen (Jahr, Titel, Musiklabel, Platzierungen, Wochen, Auszeichnungen, Anmerkungen) | Anmerkungen                                               |
| Jahr | Titel Musiklabel             | DE | AT | CH | UK | US | Anmerkungen                                               |
| ---- | ---------------------------- | --- | --- | --- | --- | --- | --------------------------------------------------------- |
| 2007 | Sink or Swim XOXO            | — | — | — | — | — | Erstveröffentlichung: 29. Mai 2007                        |
| 2008 | The ’59 Sound SideOneDummy   | — | — | — | UK55 Gold · (2 Wo.)UK | US70 (1 Wo.)US | Erstveröffentlichung: 19. August 2008 Verkäufe: + 100.000 |
| 2010 | American Slang SideOneDummy  | DE8 (9 Wo.)DE | AT33 (3 Wo.)AT | CH34 (1 Wo.)CH | UK18 Silber · (3 Wo.)UK | US16 (6 Wo.)US | Erstveröffentlichung: 15. Juni 2010 Verkäufe: + 60.000    |
| 2012 | Handwritten Mercury Records  | DE2 (11 Wo.)DE | AT5 (5 Wo.)AT | CH12 (5 Wo.)CH | UK2 Silber · (7 Wo.)UK | US3 (8 Wo.)US | Erstveröffentlichung: 24. Juli 2012 Verkäufe: + 60.000    |
| 2014 | Get Hurt Island Records      | DE3 (5 Wo.)DE | AT9 (4 Wo.)AT | CH14 (2 Wo.)CH | UK4 (4 Wo.)UK | US4 (5 Wo.)US | Erstveröffentlichung: 19. August 2014                     |
| 2023 | History Books Island Records | DE13 (2 Wo.)DE | AT25 (1 Wo.)AT | CH51 (1 Wo.)CH | UK33 (1 Wo.)UK | US152 (1 Wo.)US | Erstveröffentlichung: 27. Oktober 2023                    |

### Kompilationen
| Jahr | Titel Musiklabel                    | Höchstplatzierung, Gesamtwochen, AuszeichnungChartplatzierungen (Jahr, Titel, Musiklabel, Platzierungen, Wochen, Auszeichnungen, Anmerkungen) | Höchstplatzierung, Gesamtwochen, AuszeichnungChartplatzierungen (Jahr, Titel, Musiklabel, Platzierungen, Wochen, Auszeichnungen, Anmerkungen) | Höchstplatzierung, Gesamtwochen, AuszeichnungChartplatzierungen (Jahr, Titel, Musiklabel, Platzierungen, Wochen, Auszeichnungen, Anmerkungen) | Höchstplatzierung, Gesamtwochen, AuszeichnungChartplatzierungen (Jahr, Titel, Musiklabel, Platzierungen, Wochen, Auszeichnungen, Anmerkungen) | Höchstplatzierung, Gesamtwochen, AuszeichnungChartplatzierungen (Jahr, Titel, Musiklabel, Platzierungen, Wochen, Auszeichnungen, Anmerkungen) | Anmerkungen                           |
| Jahr | Titel Musiklabel                    | DE | AT | CH | UK | US | Anmerkungen                           |
| ---- | ----------------------------------- | --- | --- | --- | --- | --- | ------------------------------------- |
| 2014 | The B-Sides SideOneDummy            | DE70 (1 Wo.)DE | AT63 (1 Wo.)AT | CH91 (1 Wo.)CH | UK63 (1 Wo.)UK | US82 (1 Wo.)US | Erstveröffentlichung: 28. Januar 2014 |
| 2018 | The ’59 Sound Sessions SideOneDummy | DE17 (1 Wo.)DE | — | — | — | — | Erstveröffentlichung: 15. Juni 2018   |

### EPs
- 2008: Señor and the Queen (2 × 7″ / 10″)
- 2008: The Sink or Swim Demos (7″)
- 2009: Live at Park Ave. (10″)
- 2011: Hold You Up (10")

### Singles
| Jahr | Titel Album    | Höchstplatzierung, Gesamtwochen, AuszeichnungChartplatzierungen (Jahr, Titel, Album, Platzierungen, Wochen, Auszeichnungen, Anmerkungen) | Höchstplatzierung, Gesamtwochen, AuszeichnungChartplatzierungen (Jahr, Titel, Album, Platzierungen, Wochen, Auszeichnungen, Anmerkungen) | Höchstplatzierung, Gesamtwochen, AuszeichnungChartplatzierungen (Jahr, Titel, Album, Platzierungen, Wochen, Auszeichnungen, Anmerkungen) | Höchstplatzierung, Gesamtwochen, AuszeichnungChartplatzierungen (Jahr, Titel, Album, Platzierungen, Wochen, Auszeichnungen, Anmerkungen) | Höchstplatzierung, Gesamtwochen, AuszeichnungChartplatzierungen (Jahr, Titel, Album, Platzierungen, Wochen, Auszeichnungen, Anmerkungen) | Anmerkungen                       |
| Jahr | Titel Album    | DE | AT | CH | UK | US | Anmerkungen                       |
| ---- | -------------- | --- | --- | --- | --- | --- | --------------------------------- |
| 2012 | 45 Handwritten | — | — | — | UK75 (1 Wo.)UK | — | Erstveröffentlichung: 8. Mai 2012 |

Weitere Singles
- 2008: The ’59 Sound (The ’59 Sound)
- 2008: Old White Lincoln (The ’59 Sound)
- 2009: Great Expectations (The ’59 Sound)
- 2010: The Backseat (nur digital) (The ’59 Sound)
- 2010: American Slang (American Slang)
- 2010: Tumblin' Dice / She Loves You (American Slang Bonus bzw. 7 Zoll Vinyl)
- 2011: Bring It On (American Slang)
- 2011: Stay Lucky (American Slang)
- 2012: 45 (Handwritten)
- 2012: Here Comes My Man (Handwritten)
- 2014: Get Hurt (Get Hurt)
- 2014: Stay Vicious (Get Hurt)
- 2014: Rolling and Tumbling (Get Hurt)
- 2023: Positive Charge (Positive Charge)

## Auszeichnungen für Musikverkäufe
| Goldene Schallplatte - Europa (Impala) - 2009: für das Album The ’59 Sound |

Anmerkung: Auszeichnungen in Ländern aus den Charttabellen bzw. Chartboxen sind in ebendiesen zu finden.
| Land/RegionAuszeichnungen für Musikverkäufe (Land/Region, Auszeichnungen, Verkäufe, Quellen) | Silber     | Gold     | Platin | Verkäufe  | Quellen         |
| -------------------------------------------------------------------------------------------- | ---------- | -------- | ------ | --------- | --------------- |
| Europa (Impala)                                                                              | —          | Gold1    | —      | (100.000) | impalamusic.org |
| Vereinigtes Königreich (BPI)                                                                 | 2× Silber2 | Gold1    | —      | 220.000   | bpi.co.uk       |
| Insgesamt                                                                                    | 2× Silber2 | 2× Gold2 | —      |           |                 |